# Hermanas Trưng
Las hermanas Trưng (vietnamita: Hai Bà Trưng, 𠄩婆徵, literalmente "Dos damas [llamadas] Trưng"; ejecutadas en aprox. 43 d. C.) fueron dos aristócratas líderes militares de Vietnam que gobernaron durante tres años tras su rebelión en el año 40 d. C. contra la primera dominación china de Vietnam. Están consideradas como heroínas nacionales en Vietnam. Sus nombres eran Trưng Trắc (en Hán tự: 徵|側; chino pinyin: Zheng Ce; Wade-Giles: Cheng1 Ts'e2; aprox. 12 - c. 43) y Trưng Nhị (en Hán tự: 徵|貳; chino pinyin: Zheng Er; Wade-Giles: Cheng1 Erh4; aprox. 14 - c. 43). Trưng Trắc fue la primera mujer en ser monarca vietnamita, así como la única reina reinante en la historia de Vietnam. Lý Chiêu Hoàng fue la segunda mujer en subir al trono y es la única  emperatriz reinante.
Las hermanas nacieron en Giao Chi, en la zona rural del norte del actual Vietnam, y entonces una comandancia de la dinastía Han. Se desconocen las fechas de sus nacimientos, pero Trưng Trắc era mayor que Trưng Nhị. Las fechas exactas de sus muertes también se desconocen, pero ambas murieron alrededor del año 43 de la era cristiana ejecutadas tras una batalla contra un ejército dirigido por Ma Yuan.
Las hermanas Trưng recibieron una amplia educación bajo la atenta mirada de su padre, destacando tanto en literatura como en artes marciales. Ambas estaban en la lista para heredar las tierras y los títulos de su padre.

## Contexto histórico
El antiguo comandante de la Qin Zhao Tuo (Wade-Giles: Chao T'o) estableció el estado de Nanyue en 204 a. C., y había conquistado Âu Lạc en 180 a. C., incorporando el reino vietnamita a las reglas chinas. En el 112 a. C., el emperador Wu de Han envió soldados contra Nanyue y el reino fue anexionado en el 111 a. C. tras la subsiguiente guerra Han-Nanyue. Se establecieron nueve comandancias para administrar la región, tres de las cuales se encontraban en el actual norte de Vietnam. Las revueltas contra los Han comenzaron en el año 40 d. C., dirigidas por las hermanas Trưng.

## Biografía
Las hermanas Trưng eran hijas de una rica familia aristocrática de la etnia Lac Viet. Su padre era un señor Lac en el distrito de Mê Linh, actual Distrito de Mê Linh, Hanói. El marido de Trưng Trắc (Cheng Ts'e, en las fuentes chinas) era Thi Sách (Shi Sou), también era el señor de los Lac de Chu Diên (actual Distrito de Khoái Châu, Provincia de Hưng Yên). Su Ding, el gobernador chino de la provincia de Jiaozhi en la época, es recordado por su crueldad y tiranía. Según los registros chinos, Thi Sách era "de temperamento feroz", y Su Ding intentó frenarlo con procedimientos legales, literalmente lo decapitó sin juicio. Trưng Trắc sin miedo había incitado a su marido a la acción y se convirtió en la figura central en la movilización de los señores Lac contra los chinos. En marzo del año 40 d. C., Trưng Trắc y su hermana menor Trưng Nhị (Cheng Erh, en las fuentes chinas), dirigieron al pueblo Lac Viet para que se rebelara contra los Han. El Hou Han Shu indica que Trưng Trắc lanzó la rebelión para vengar el asesinato de su marido disidente. Comenzó en el Delta del Río Rojo, pero pronto se extendió a otras tribus Lac y a personas no Han de un área que se extendía desde Hepu hasta Rinan. Los asentamientos chinos fueron invadidos y Su Ting huyó. El levantamiento obtuvo el apoyo de unas sesenta y cinco ciudades y asentamientos. Trưng Trắc fue proclamada reina.
En el año 42, el emperador Han encargó al general Ma Yuan que reprimiera la rebelión con 32.000 hombres. La rebelión de las dos hermanas fue derrotada al año siguiente, ya que Ma Yuan capturó y decapitó a Trưng Trắc y a Trưng Nhị, y luego envió sus cabezas a la corte Han en Luoyang.
El poeta y calígrafo de la dinastía Song Huang Tingjian (1045-1105) comparó a las hermanas Trưng con Lü Jia, el primer ministro de Nanyue que resistió al ejército del emperador Wu de Han en el año 112 a. C.:
Lü Jia rechazó a las novias traidoras;
Trưng Trắc levantó su escudo para resistir la opresión

## Historiografía
La fuente histórica principal sobre las hermanas es el Libro de los últimos Han del siglo V, compilado por el historiador Fan Ye, que abarca la historia de la dinastía Han desde el año 6 hasta el 189 de la era cristiana. La fuente secundaria, pero la principal fuente popular, es el Đại Việt sử ký toàn thư (Anales completos de Dai Viet) compilado por Ngô Sĩ Liên bajo la orden del emperador Lê Thánh Tông y terminado en 1479.

#### Extracto de los Anales completos de Đại Việt, 1479

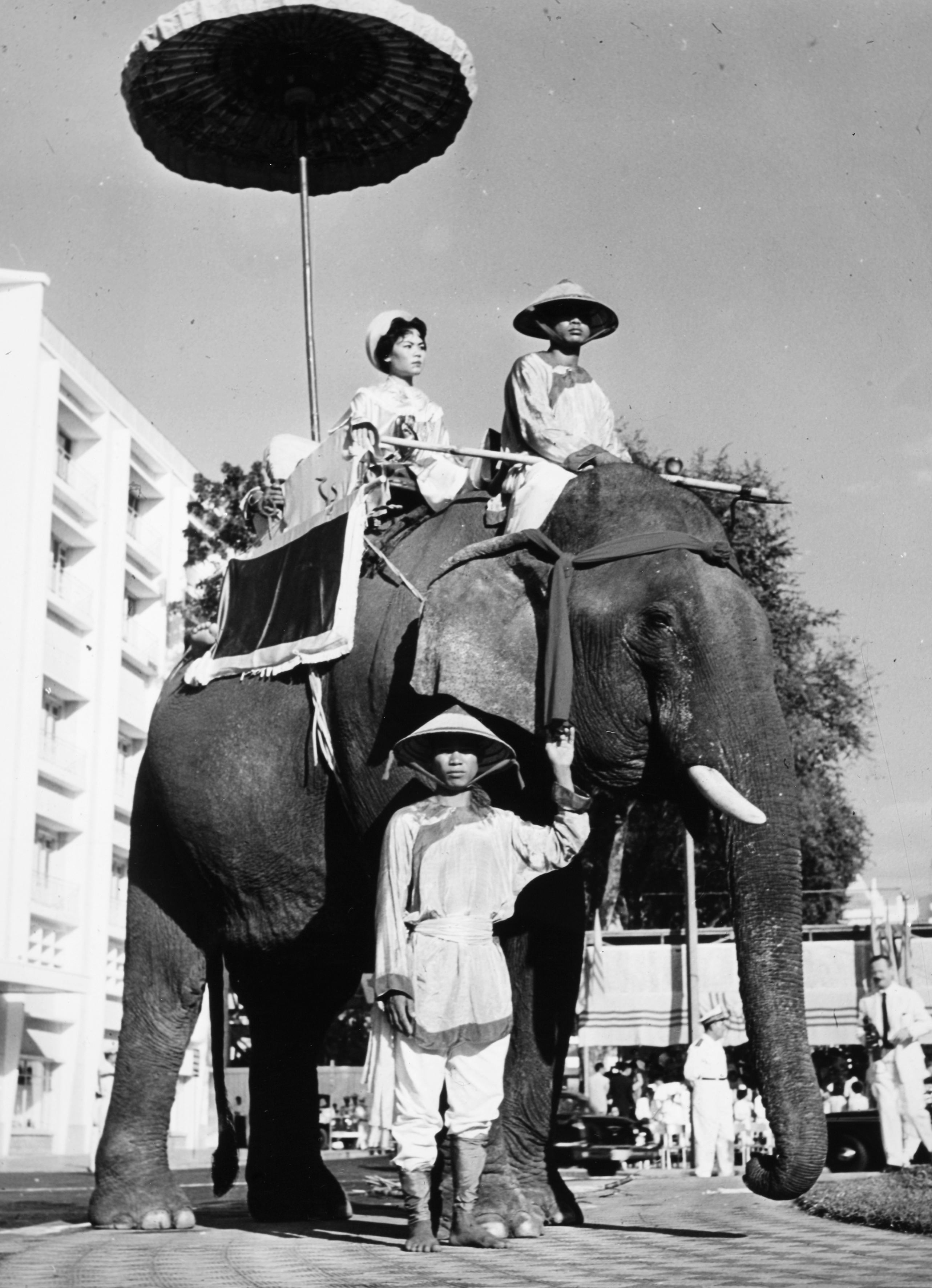
Las hermanas Trưng, heroínas nacionales de Vietnam, son honradas con un desfile de elefantes y carrozas en Saigón, 1961.

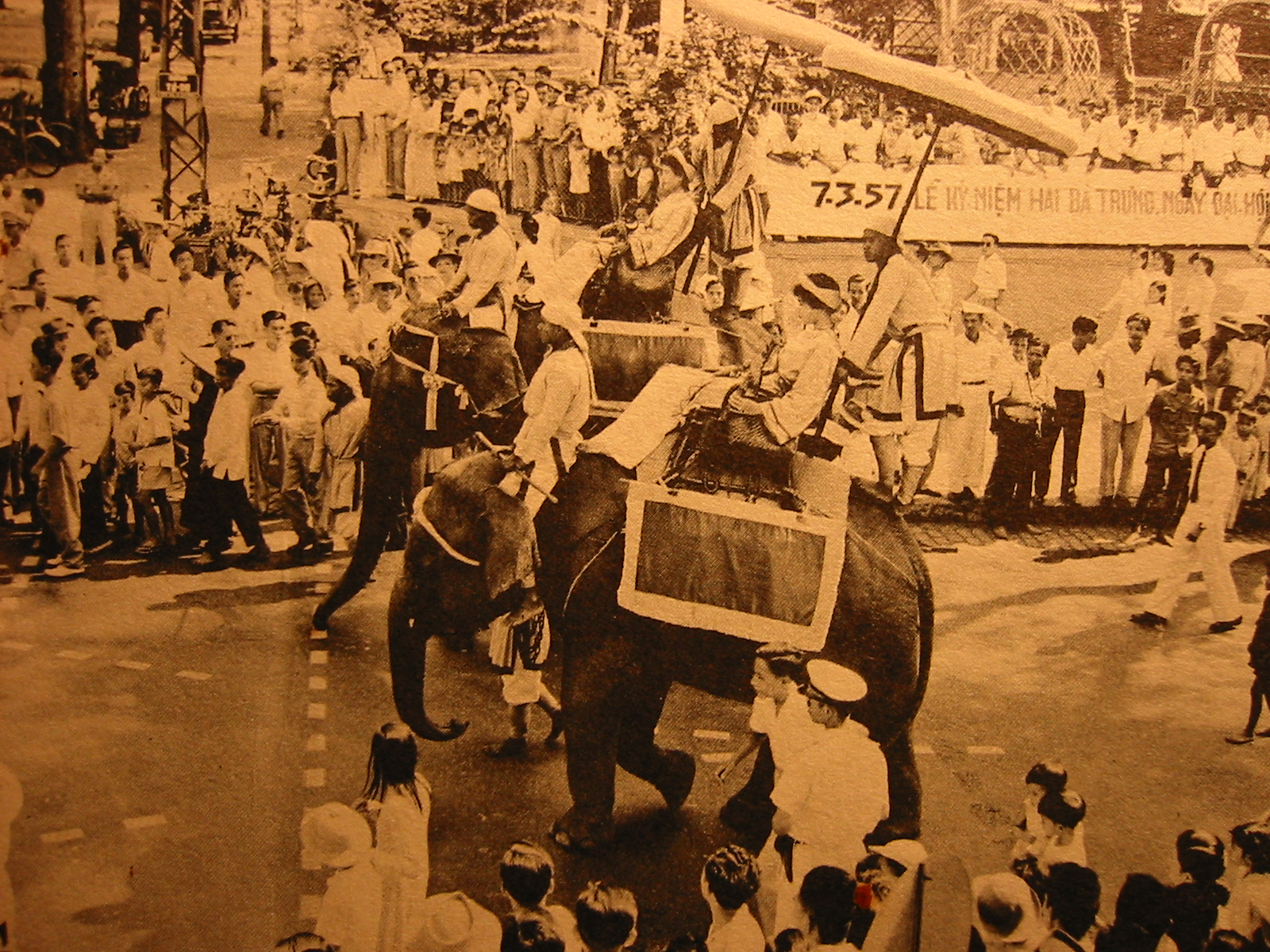
Desfile de elefantes en el Desfile de las Hermanas Trưng en Saigón, 1957.

## Significado cultural

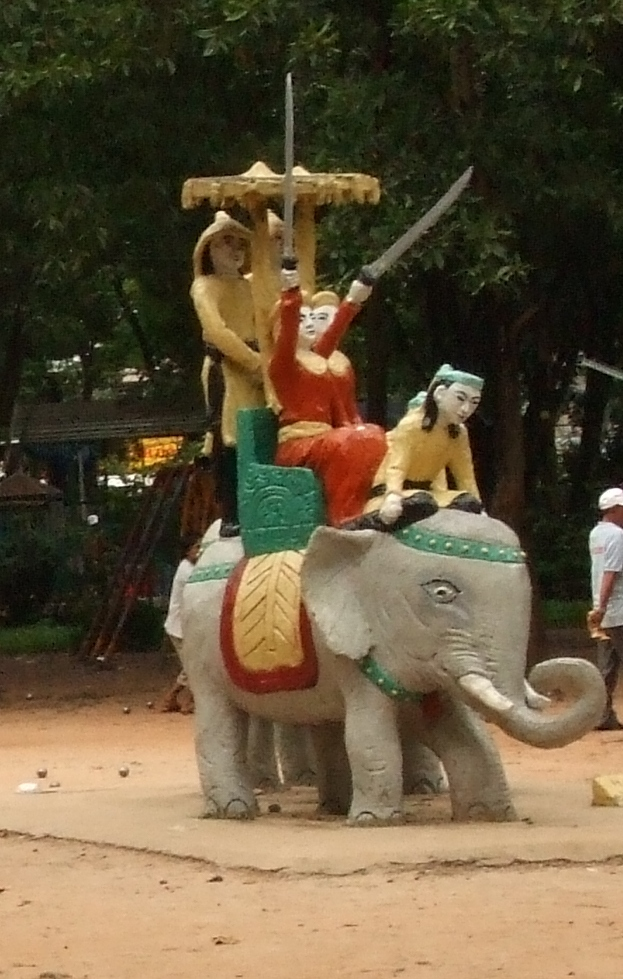
Una estatua de las hermanas Trưng en la ciudad de Ho Chi Minh.